# Paul Hurry
Paul William George Hurry (ur. 9 kwietnia 1975 w Canterbury) – brytyjski żużlowiec, występujący również na długim torze i na trawie.

## Życiorys
Trzykrotny medalista młodzieżowych indywidualnych mistrzostw Wielkiej Brytanii: złoty (Long Eaton 1994), srebrny (Ipswich 1995) oraz brązowy (Swindon 1996). Dwukrotny medalista indywidualnych mistrzostw Wielkiej Brytanii: srebrny (Coventry 2000) oraz brązowy (Coventry 1998). Pięciokrotny indywidualny mistrz Wielkiej Brytanii na torze trawiastym (1997, 2002, 2003, 2004, 2005).
Uczestnik finału indywidualnych mistrzostw świata juniorów (Tampere 1995 – jako rezerwowy). Reprezentant Wielkiej Brytanii w eliminacjach drużynowego Pucharu Świata (2001), jak również wielokrotnie w eliminacjach Grand Prix IMŚ. Złoty medalista indywidualnych mistrzostw Europy na torze trawiastym (2005). Brązowy medalista indywidualnych mistrzostw świata na długim torze (2005). Srebrny medalista drużynowych mistrzostw świata na długim torze (2007).
W 1999 r. wystąpił w rozgrywkach II ligi polskiej, w barwach klubu Włókniarz Częstochowa. W lidze brytyjskiej reprezentował kluby z Arena Essex (1991, 1994, 1995, 2004-2006), Peterborough (1992, 1993), Londynu (1996), King’s Lynn (1997), Oksfordu (1998, 1999), Eastbourne (2000), Wolverhampton (2001, 2002), Ipswich (2003), Lakeside (2007, 2010), Poole (2009) i Swindon (2009).